# Jürgen Schmude

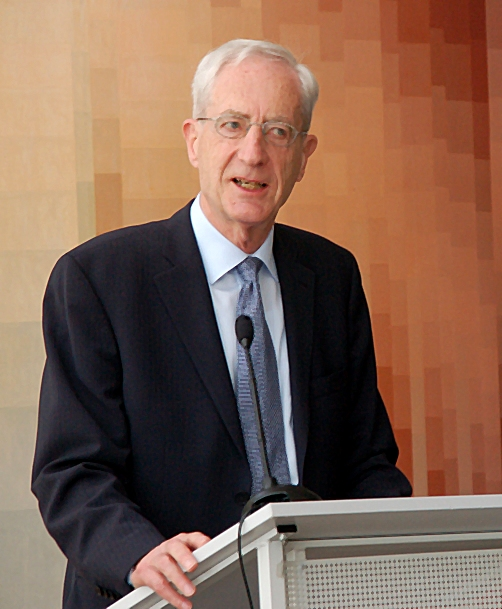
Jürgen Schmude (2009)

Jürgen Dieter Paul Schmude (* 9. Juni 1936 in Insterburg, Ostpreußen; † 3. Februar 2025) war ein deutscher Politiker (SPD) und evangelischer Kirchenfunktionär. Er war in den Jahren 1969 bis 1994 Mitglied des Deutschen Bundestages, von 1978 bis 1981 Bundesminister für Bildung und Wissenschaft, von 1981 bis 1982 Bundesminister der Justiz und von September bis Oktober 1982 zusätzlich Bundesminister des Innern. Von 1985 bis 2003 war Schmude Präses der Synode der Evangelischen Kirche in Deutschland (EKD).

## Herkunft, Ausbildung und Beruf
Jürgen Schmude war das vierte Kind einer wohlhabenden ostpreußischen Kaufmannsfamilie, die 1944 zunächst nach Pommern floh, wo er das Kriegsende erlebte, und 1947 an den Niederrhein übersiedelte. Er war früh mit der christlichen Jugendarbeit, insbesondere dem CVJM verbunden. Nach dem Abitur im Jahr 1955 am Gymnasium Adolfinum Moers absolvierte er ein Studium der Rechtswissenschaft, der Theaterwissenschaft und der Neueren Germanistik an den Universitäten Göttingen, FU Berlin, Bonn und Köln, das er im Jahr 1961 mit dem ersten Staatsexamen beendete. Im Jahr 1966 folgte das zweite juristische Staatsexamen.
Ab 1967 war Schmude als Rechtsanwalt in der Sozietät von Gustav Heinemann in Essen tätig. Im Jahr 1968 wurde er in Bonn mit der Arbeit Der Unternehmensbegriff im Gesetz gegen Wettbewerbsbeschränkungen zum Doktor der Rechte promoviert.

## Privatleben
Seine Frau Gudrun lernte er Anfang der 1960er Jahre bei der Begegnung christlicher Gruppen in der DDR kennen. Es dauerte mehrere Jahre bis diese die Ausreisegenehmigung erhielt und beide 1968 heiraten konnten. Sie hatten zwei Kinder. In den Zeiten des RAF-Terrorismus war das Familienleben durch Sicherungsmaßnahmen und Personenschutz belastet.
Am 3. Februar 2025 starb er im Alter von 88 Jahren. Die Trauerrede in der evangelischen Stadtkirche in Moers hielt der Theologe und ehemalige EKD-Ratsvorsitzende Nikolaus Schneider. „Die dunkle Geschichte Deutschlands während der Nazi-Zeit hat ihn ganz existenziell geprägt“, sagte Schneider. „Für den Ausgleich von nationalen Interessen einzutreten, Verständnis für schmerzhafte Verluste zu bewahren und zu äußern und an den Voraussetzungen zu arbeiten, die einen gerechten Frieden ermöglichen, wurde für ihn zu einer Lebensaufgabe.“

## Politik

### Partei
Schmude sympathisierte zunächst mit der Gesamtdeutschen Volkspartei (GVP), trat dann aber im Zuge der Auflösung der GVP im Jahr 1957 gemeinsam mit Gustav Heinemann, Johannes Rau und Diether Posser in die SPD ein. Den Kontakt zu Johannes Rau, damals Landtagsabgeordneter in Düsseldorf, hatte der Moerser Pfarrer Erich Vowe, Mitglied der Bekennenden Kirche, hergestellt, und Rau hat Schmude dann bewogen, trotz Zweifeln an der Ausrichtung der SPD sich weiter in der Politik zu engagieren. Schmude war dann Vorsitzender der örtlichen Jungsozialisten und engagierte sich im Vorstand des Moerser Ortsvereins der SPD.

### Abgeordneter

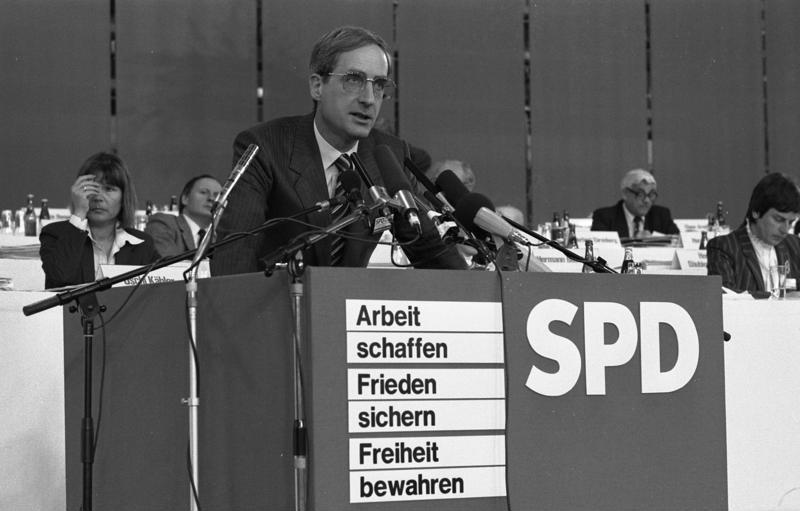
Jürgen Schmude (1982, beim SPD-Parteitag)

In den Jahren 1964 bis 1971 war er Mitglied des Rates der Stadt Moers und ab 1969 auch Kreistagsabgeordneter.
Von 1969 bis 1994 war Schmude Mitglied des Deutschen Bundestages. Er zog stets als direkt gewählter Abgeordneter des Wahlkreises Moers, ab 1980 des Wahlkreises Wesel II, ins Parlament ein. Hier war er von 1977 bis 1978 Vorsitzender des Arbeitskreises für Außen- und Sicherheitspolitik der SPD-Bundestagsfraktion. In den Jahren 1984 bis 1985 war er stellvertretender Vorsitzender der SPD-Bundestagsfraktion. In einer prominent besetzten Podiumsdiskussion 1984 zum Thema Konsens und Konflikt. 35 Jahre Grundgesetz sprach Schmude sich für Augenmaß bei der Reaktion auf Fälle aus, wenn bei Protestaktionen Gesetze übertreten werden. „Das allgemeine Rechtsbewußtsein ist nicht bedroht, wo einzelne oder auch Minderheiten ihren Protest durch Gesetzesverstöße ausdrücken, die in ihrem gesamten Lebensverhalten seltene, ungewöhnliche Ausnahmen sind.“ Er wandte sich gegen eine völkerrechtliche Anerkennung der DDR durch die Bundesrepublik, weil diese niemandem nutze und nur rechtliche Probleme nach sich zöge. Zum Thema Volksentscheid und Raketenstationierung (Pershing II) sagte er: „Ich bin nach wie vor der Meinung, daß es keine Volksentscheide oder -abstimmungen oder dergleichen über politische Einzelfragen geben sollte. Man kann sich nicht aus Programmen, die zusammengehören, wo eins zum anderen gehört, einen Teil herauspicken und sagen, das entscheiden wir, das entscheidet das Volk,“ Plebiszite können bei geringer Beteiligung dem allgemeinen Willen der Bevölkerung entgegenstehen. Zudem gibt es zwischen zwei Wahlterminen eine Vielfalt von Einflussmöglichkeiten auf die Politik. Schmude wurde zuletzt bei der Bundestagswahl 1990 im Wahlkreis Wesel II mit 54,0 % der Stimmen direkt gewählt. Anfang der 1990er Jahre war Schmude als Kandidat für das Bundesverfassungsgericht im Gespräch, scheiterte allerdings aufgrund eines parteipolitischen Streits, nach dem dann schließlich durch die Intervention des damaligen CDU-Fraktionsvorsitzenden Wolfgang Schäuble Jutta Limbach gewählt wurde. Er war Mitglied der Gemeinsamen Verfassungskommission, die sich mit den im Zusammenhang mit der deutschen Einigung aufgeworfenen Fragen zur Änderung oder Ergänzung des Grundgesetzes befasste. In der Berlin-Debatte, die im Hauptstadtbeschluss endete, sprach er sich für einen Umzug nach Berlin aus.

### Regierungsämter
In den Jahren 1974 bis 1976 war er im ersten Kabinett von Bundeskanzler Helmut Schmidt Parlamentarischer Staatssekretär beim Bundesminister des Innern, Werner Maihofer (FDP). Im Zuge der Kabinettsumbildung am 16. Februar 1978 wurde er als Nachfolger Helmut Rohdes zum Bundesminister für Bildung und Wissenschaft ernannt. Dieses Amt behielt er zunächst auch nach der Bundestagswahl 1980 im Kabinett Schmidt III.

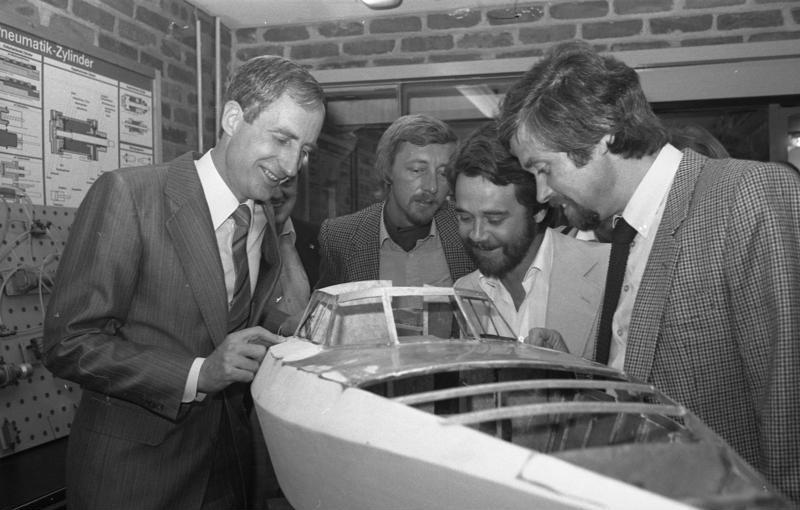
Schmude als Minister bei der Besichtigung eines Modells

Als jedoch im Januar 1981 Hans-Jochen Vogel als Regierender Bürgermeister nach Berlin ging, übernahm Schmude von diesem am 28. Januar 1981 das Amt des Bundesjustizministers. Björn Engholm wurde stattdessen neuer Bildungs- und Wissenschaftsminister. Bei seiner Vereidigung ließ Schmude die religiöse Formel weg. „Der Staat sollte den Glauben eines Menschen über den Eid nicht für seine eigenen Zwecke einsetzen.“ In seiner Antrittsrede als Bundesminister der Justiz sagte Schmude vor den Mitarbeiterinnen und Mitarbeitern: „Das Angebot unseres Grundgesetzes wird immer wieder durch soziale und freiheitliche Fortentwicklung der Rechtsordnung angenommen und will immer wieder genutzt werden.“ Im Frühjahr 1981 war er mit dem Hungerstreik der inhaftierten RAF-Terroristen konfrontiert. In Verhandlungen mit deren Anwälten gelang es ihm, dass der Hungerstreik am 16. April abgebrochen wurde. In seine Amtszeit fiel der Beschluss des 20. Strafrechtsänderungsgesetzes, das die resozialisierende Strafrechtspolitik um neue Regeln für lebenslänglich Verurteilte ergänzte. Forderungen, die Verkehrssünderkartei abzuschaffen, lehnte Schmude 1981 ab: „Nun, das Verkehrszentralregister ist ja aus gutem Grunde eingeführt worden, um über Verhaltensweisen im Verkehr, die für die Allgemeinheit gefährlich sind oder werden können, Aufschluss zu geben.“ Ähnlich hielt er den Plan von Generalbundesanwalt Kurt Rebmann, gewalttätige Demonstranten nach Paragraph 129 des Strafgesetzbuches (StGB) als Mitglieder einer kriminellen Vereinigung zu verfolgen, für „ein nicht sehr erfolgreiches Verfahren“. Nach dem Bruch der sozialliberalen Koalition und dem Rücktritt der FDP-Minister übernahm er am 17. September 1982 noch für zwei Wochen das Amt des Bundesministers des Innern (anstelle von Gerhart Baum) und schied dann nach dem für Helmut Kohl erfolgreichen Misstrauensvotum am 1. Oktober 1982 aus der Bundesregierung aus.

## Synodalpräses der EKD
In den Jahren 1985 bis 2003 war Schmude Präses der Synode der Evangelischen Kirche in Deutschland (EKD). Ihm wird ein wesentlicher Beitrag zur schnellen Wiedervereinigung der evangelischen Kirchen Ost und West attestiert. Schmude war an wichtigen kirchlichen Voten beteiligt, so an Für Recht und Frieden sorgen, einer Denkschrift zur fünften These der Barmer Theologischen Erklärung (1986) der Evangelischen Kirche der Union, in deren Theologischem Ausschuss er als Vorsitzender seit 1983 mitarbeitete, sowie später an Demokratie braucht Tugenden und an der EKD-Handreichung Klarheit und gute Nachbarschaft (beide 2006). Auch an der Denkschrift „Der Staat des Grundgesetzes als Angebot und Auftrag“ hat er als Mitglied der Kammer für Öffentliche Verantwortung mitgewirkt. In seiner Amtszeit veröffentlichte Schmude 2001 das Buch Glaube mischt sich ein: Zum Verhältnis von Protestantismus und Demokratie, in dem er feststellte: „Die Kirche war der einzige demokratische Sektor in der DDR.“ (S. 106) Anlässlich der Verleihung des Karl-Barth-Preises zitierte er diesen: „Dass man in einer Demokratie zur Hölle fahren und unter einer Pöbelherrschaft oder Diktatur selig werden kann, das ist wahr. Es ist aber nicht wahr, dass man als Christ ebenso ernstlich die Pöbelherrschaft oder die Diktatur bejahen, wollen und erstreben kann wie die Demokratie.“
Im Jahr 2001 würdigte der Bundestagspräsident Wolfgang Thierse zu Schmudes 65. Geburtstag diesen als „Symbol des öffentlich wirkenden Protestenten.“ „Für die Beharrlichkeit, mit der Sie für die Einheit der evangelischen Kirche nach der Wende gearbeitet haben, für Ihren Einsatz, für Ihre Verständigung von Juden und Christen sowie für die klaren und eindeutigen Worte gegen Ausländerfeindlichkeit gebührt Ihnen im besonderen Maße unser Respekt und unsere Dankbarkeit.“ so Thierse.

## Weitere Ehrenämter

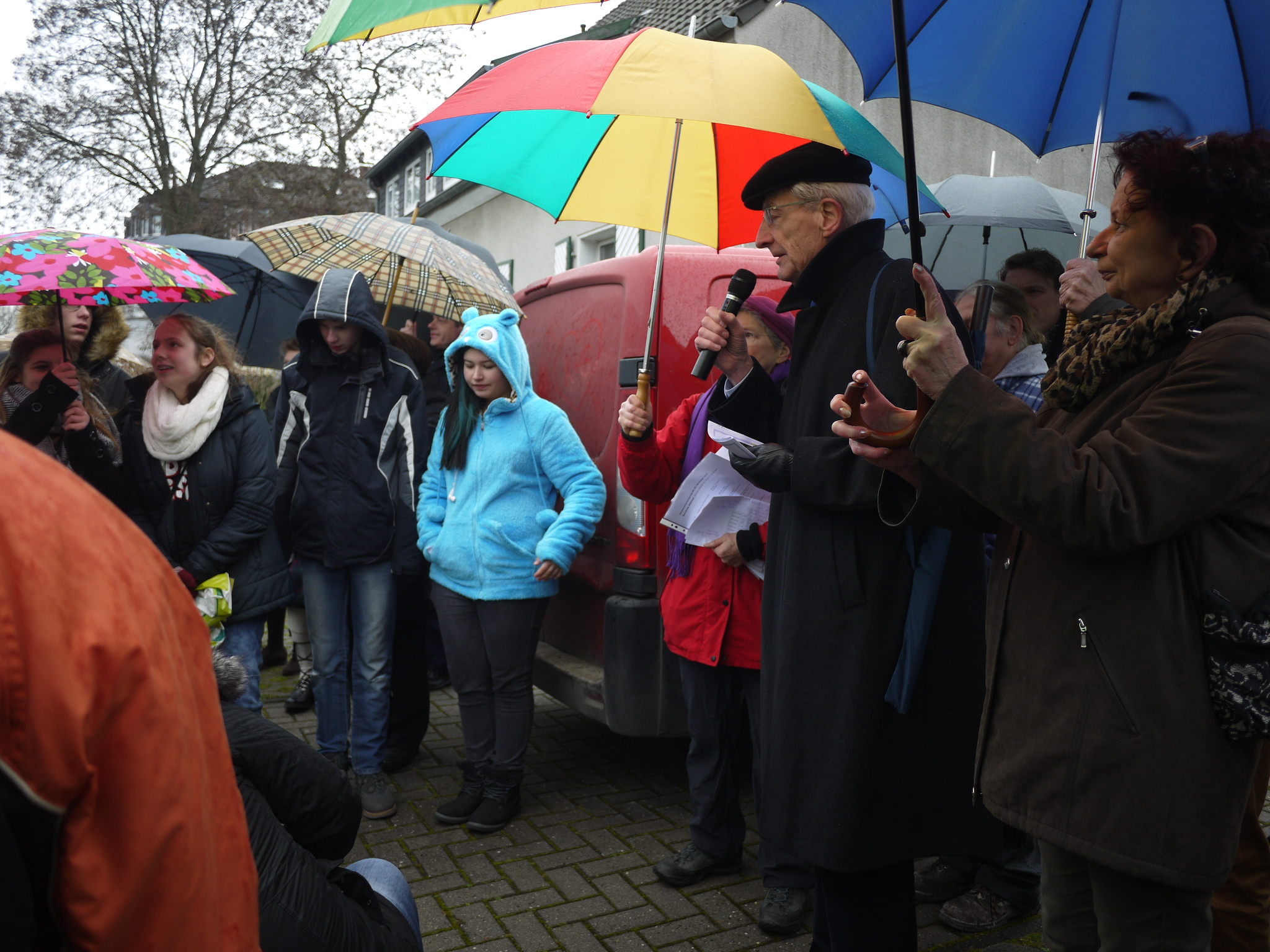
Gedenkrede von Jürgen Schmude bei der Verlegung eines Stolpersteins am 24. November 2015 zur Erinnerung an Reinhold Büttner (Bismarckstraße 61), den Vater seines Vorgängers im Bundestag Fritz Büttner. Dabei mahnte er an die Verantwortung für Menschen, die in Not sind, und ermunterte dazu, den Flüchtlingen, die den Weg nach Deutschland gefunden haben und hier vor Verfolgung, Unterdrückung und Krieg Schutz suchen, zur Seite zu stehen.

Schmude war Mitglied der „Süssmuth-Kommission“, die sich 2001 im Auftrag der Bundesregierung mit der Neuausrichtung der Zuwanderungspolitik befasste, sowie der Weizsäcker-Kommission. Im Jahr 2001 übernahm Jürgen Schmude die Aufgabe als Sprecher des Freundeskreises Herbert-Wehner-Bildungswerk. Im Jahr 2002 war Schmude der Vorsitzende der Feststellungskommission der SPD in NRW, die sich mit Unregelmäßigkeiten bei der Ausstellung von Spendenquittungen im Kölner Ortsverein befasste. Bis 2015 amtierte er als Erster Stellvertretender Sprecher des Freundeskreises und Vorsitzender des Stiftungsbeirats der Herbert-und-Greta-Wehner-Stiftung. Von 2005 bis Februar 2008 war er Mitglied im Nationalen Ethikrat, von April 2008 bis März 2012 im Deutschen Ethikrat, wo er sich u. a. in Arbeitsgruppen zur Demenz und zur Fortpflanzungsmedizin engagierte. Schmude war auch Mitglied des Kuratoriums zur Verleihung des Gustav-Heinemann-Bürgerpreises.
Schmude engagierte sich in vielen Bereichen der Moerser Zivilgesellschaft. Die Kulturpolitik lag ihm besonders am Herzen. Insbesondere das moers festival hat er aktiv unterstützt. Er war Gründer des Vereins „Freunde des Schlosstheaters e. V.“ sowie über lange Jahre dessen Vorsitzender und später Beiratsmitglied. Im Jahr 1989 gab er das Buch Gustav W. Heinemann, Unser Grundgesetz ist ein großes Angebot. Rechtspolitische Schriften heraus. Im Jahr 1992 wurde er Mitbegründer des Vereins „Kulturraum Niederrhein e. V.“, in dem er langjähriges Kuratoriumsmitglied war. Im Kulturausschuss der Stadt hat er bis 2004 als sachkundiger Bürger mitgewirkt. 2004 wurde Schmude Presbyter der Evangelischen Kirchengemeinde Moers. Gemeinsam mit dem ehemaligen Moerser Bürgermeister Wilhelm Brunswick hat er 2005 zum 80. Geburtstag von Hanns-Dieter Hüsch das Buch Untersteht euch – es wird nichts gemacht herausgegeben. Auch nach dem Ausscheiden aus seinen offiziellen Ämtern blieb Schmude stets politisch engagiert. Bei der Gedenkveranstaltung am Widerstandsmahnmal vor dem Alten Landratsamt in Moers am 3. März 2020 erinnerte der frühere Bundesminister und Präses der Synode der evangelischen Kirche an die schrecklichen Tage des Krieges. Er machte deutlich, weshalb das Erinnern für die Zukunft so wichtig sei.

## Auszeichnungen
- 1982: Ehrenring der Stadt Moers
- 2008: Karl-Barth-Preis, verliehen von der Union Evangelischer Kirchen[20] Die Laudatio hielt Manfred Stolpe.[21]
- 2009: Ehrendoktorwürde der evangelisch-theologischen Fakultät der Rheinischen Friedrich-Wilhelms-Universität Bonn
- 2019: Landesverdienstorden Nordrhein-Westfalen[22]